# Тузакту
Тузакту (алт. Тузакту, устар. Тузак-Ту) — река в России, протекает по территории Матурского сельсовета Таштыпского района Хакасии и Артыбашского сельского поселения Турочакского района Республики Алтай. Левый приток реки Кокши, впадающей в Телецкое озеро.
Название происходит от алтайского тузакту — «имеющий петли, путы».
Длина реки — 14 км. Начинается между горами Читбажи и Кийтыколь Абаканского хребта, течёт в общем северо-западном направлении через кедрово-пихтовую тайгу, в верховьях пересекая границу республик. Устье реки находится в 10 км по левому берегу реки Кокши.
Ширина реки в среднем течении — 12 метров, глубина — 0,4 метра. Скорость течения 2,7 м/с.
Бассейн реки полностью находится в границах Алтайского и Хакасского заповедников на территории соответствующих республик.

## Данные водного реестра
По данным государственного водного реестра России относится к Верхнеобскому бассейновому округу, водохозяйственный участок реки — озеро Телецкое. Речной бассейн реки — Верхняя Обь до впадения Иртыша.
Код объекта в государственном водном реестре — 13010100112115100001432.